# Tugimaantee 48
De Tugimaantee 48 is een voormalige secundaire weg in Estland. De weg liep van Tartu naar Viljandi. 
In het begin van de 21e eeuw zijn de Tugimaantee 48 en Tugimaantee 56 samengevoegd tot de hoofdweg Põhimaantee 92. Hierdoor ontstond een hoofdweg tussen Tartu en Pärnu.